# Resi (pomme)
Pour les articles homonymes, voir Resi.
Resi est un cultivar de pommier domestique.

## Origine
Allemagne

## Résistances et susceptibilités
Ce cultivar est multirésistant.